# Gojira
Gojira – francuska grupa muzyczna wykonująca muzykę z pogranicza death, thrash i groove metalu. Zespół powstał w 1996 roku w Ondres we Francji z inicjatywy braci Josepha (wokal prowadzący, gitara rytmiczna) i Mario Duplantier (perkusja) oraz Christiana Andreu (gitara).

## Historia
Zespół powstał w 1996 roku w Ondres we Francji z inicjatywy braci Josepha i Mario Duplantier oraz Christiana Andreu. Początkowo pod nazwą Godzilla ukazało się pierwsze demo zespołu zatytułowane Victim. W przeciągu trzech następnych lat ukazały się kolejne dema Possessed (1998), Saturate (1999) oraz Wisdom Comes (2000). Wkrótce potem muzycy obrali nazwę Gojira.
W 2001 roku ukazał się pierwszy album studyjny Gojira zatytułowany Terra Incognita. W 2003 roku nakładem Boycott Records i Next Music ukazało się wydawnictwo The Link, poprzedzone minialbumem Maciste All Inferno. Drugi album był promowany singlem pt. Indians, który ukazał się jako dodatek do francuskiego czasopisma RockSound No.111.
Rok później 16 kwietnia 2004 roku ukazało się pierwsze wydawnictwo DVD pt. The Link Alive. 30 października tego samego roku ukazał się album koncertowy o tym samym tytule. Również w 2004 roku zespół podpisał kontrakt płytowy z wytwórnią muzyczną Listenable Records. W 2005 roku ukazał się trzeci album zespołu pt. From Mars to Sirius. Wydawnictwo zadebiutowało na 44. miejscu francuskiej listy sprzedaży. Późną jesienią 2006 roku zespół wziął udział w trasie koncertowej w Stanach Zjednoczonych jako support grup Children of Bodom, Amon Amarth i Sanctity.

13 października 2008 roku nakładem Listenable Records został wydany czwarty album studyjny pt. The Way of All Flesh. W Stanach Zjednoczonych album zadebiutował na 138. miejscu listy Billboard 200, sprzedając się w ciągu tygodnia w nakładzie 4 200 egzemplarzy. Prace nad albumem trwały siedem miesięcy. Gościnnie w utworze „Adoration for None” zaśpiewał amerykański wokalista Randy Blythe członek Lamb of God. W 2009 roku ukazała się książka pt. The Way of All Flesh zawierająca tabulatury utworów z albumu o tym samym tytule. We wrześniu tego samego roku Gojira odbędzie trasę koncertową w Stanach Zjednoczonych wraz z zespołem Metallica. Lider zespołu Gojira – Joe Duplantier określił występy z Metalliką jako spełnienie marzeń.

Logo zespołu

26 lipca 2024 roku zespół wystąpił podczas plenerowej ceremonii otwarcia XXXIII Letnich Igrzysk Olimpijskich 2024 w Paryżu, wykonując w metalowej wersji utwór Ah! ça ira, (będący jednym z hymnów rewolucji francuskiej) stając się tym samym pierwszym zespołem metalowym który otwierał igrzyska. .

## Muzyka i teksty
Muzyka zespołu Gojira jest trudna do zaklasyfikowania z powodu wpływu wielu stylów muzycznych. Wśród wymienianych gatunków są: death metal lub technical death metal, thrash metal, metal progresywny oraz groove metal. Zespół bywa często porównywany do takich zespołów jak: Meshuggah, Mastodon, Sepultura, Neurosis oraz Morbid Angel. W samej twórczości zespołu widoczne są wpływy dokonań takich zespołów jak Death, Tool, Metallica czy wspomniane Meshuggah i Morbid Angel.
Charakterystyczną cechą muzyki Gojira są elementy budujące atmosferę oraz utwory instrumentalne. Wokalizy Joe Duplantiera określane są jako z pogranicza punkowego krzyku i metalowego growlu. Ponadto częste są zarówno partie tradycyjnego śpiewu, jak i growlu. W swej twórczości grupa poruszyła takie zagadnienia jak życie, śmierć, spirytualizm czy ekologia.

## Dyskografia
Albumy studyjne
| Terra Incognita                         | - Data: 19 marca 2001 - Wydawca: Gabriel Editions          | –  | –  | –   | –  | –  | –   | –  | –  | –  |                  |
| The Link                                | - Data: 18 kwietnia 2003 - Wydawca: Boycott Records        | –  | –  | –   | –  | –  | –   | –  | –  | –  |                  |
| From Mars to Sirius                     | - Data: 27 września 2005 - Wydawca: Listenable Records     | 44 | –  | –   | –  | –  | –   | –  | –  | –  | - USA: 24 tys.+  |
| The Way of All Flesh                    | - Data: 13 października 2008 - Wydawca: Listenable Records | 28 | 25 | 138 | –  | –  | 124 | –  | –  | –  | - USA: 4,2 tys.+ |
| L’Enfant Sauvage                        | - Data: 26 czerwca 2012 - Wydawca: Roadrunner Records      | 11 | 11 | 34  | 47 | 23 | 53  | 12 | 28 | 44 | - USA: 11 tys.+  |
| Magma                                   | - Data: 17 czerwca 2016 - Wydawca: Roadrunner Records      | 10 | 5  | 24  | 11 | 4  | 24  | 9  | 26 | 14 | - USA: 27 tys.+  |
| Fortitude                               | - Data: 30 kwietnia 2021 - Wydawca: Roadrunner Records     | 2  | 2  | 12  | 3  | 4  | 6   | 10 | 13 | 8  |                  |
| „–” oznacza, że album nie był notowany. |                                                            |    |    |     |    |    |     |    |    |    |                  |

Albumy koncertowe
| The Link Alive                          | - Data: 30 października 2004 - Wydawca: Boycott Records | 174 |
| The Flesh Alive                         | - Data: 4 czerwca 2012 - Wydawca: Mascot Records        | 76  |
| Les Enfants sauvages                    | - Data: 17 marca 2014 - Wydawca: Roadrunner Records     | –   |
| „–” oznacza, że album nie był notowany. |                                                         |     |

Albumy wideo
| The Link Alive                          | - Data: 30 października 2004 - Wydawca: Boycott Records | – |
| The Flesh Alive                         | - Data: 4 czerwca 2012 - Wydawca: Mascot Records        | 7 |
| Les Enfants sauvages                    | - Data: 17 marca 2014 - Wydawca: Roadrunner Records     | – |
| „–” oznacza, że album nie był notowany. |                                                         |   |

Minialbumy
| Tytuł               | Dane dot. albumu                                       |
| ------------------- | ------------------------------------------------------ |
| Maciste All Inferno | - Data: 2003 - Wydawca: wydanie własne                 |
| End of Time         | - Data: 20 lutego 2012 - Wydawca: Volcom Entertainment |

Inne
| Tytuł                        | Dane |
| ---------------------------- | --- |
| Victim (jako Godzilla)       | - Data: 1996 - demo - Wydawca: wydanie własne |
| Possessed (jako Godzilla)    | - Data: 1998 - demo - Wydawca: wydanie własne |
| Saturate (jako Godzilla)     | - Data: 1999 - demo - Wydawca: wydanie własne |
| Wisdom Comes (jako Godzilla) | - Data: 2000 - demo - Wydawca: wydanie własne |
| Our Time Is Now              | - Data: 2022 - singiel nieprzypisany do albumu - Wydawca: Roadrunner Records |
| Mea Culpa (Ah! Ça ira!)      | - Data: 2024 - współtwórcy: Victor le Masne (kompozytor), Marina Viotti (mezzosopranistka) - oficjalne nagranie utworu wykonanego podczas otwarcia Letnich Igrzysk Olimpijskich 2024 w Paryżu |

## Teledyski
| Tytuł                | Rok  | Reżyseria                        | Album                | Źródło        |
| -------------------- | ---- | -------------------------------- | -------------------- | ------------- |
| „Love”               | 2001 | Alain Duplantier                 | Terra Incognita      | [ 46 ]        |
| „To Sirius”          | 2005 | Alain Duplantier                 | From Mars To Sirius  | [ 46 ] [ 47 ] |
| „Vacuity”            | 2008 | Julien Mokrani, Samuel Bodin     | The Way Of All Flesh | [ 46 ]        |
| „All The Tears”      | 2009 | Jossie Malis                     | The Way Of All Flesh | [ 48 ]        |
| „L’Enfant Sauvage”   | 2012 | Anne Deguehegny                  | L’Enfant Sauvage     | [ 46 ]        |
| „Explosia”           | 2012 | Roadrunner Records               | L’Enfant Sauvage     | [ 49 ]        |
| „Born In Winter”     | 2012 | Jossie Malis                     | L’Enfant Sauvage     | [ 50 ]        |
| „Stranded”           | 2016 | Vincent Caldoni                  | Magma                | [ 51 ]        |
| „Silvera”            | 2016 | Drew Cox                         | Magma                | [ 52 ]        |
| „Low Lands”          | 2016 | Alain Duplantier                 | Magma                | [ 53 ]        |
| „The Shooting Star”  | 2016 | Markus Hofko                     | Magma                | [ 54 ]        |
| „The Cell”           | 2017 | Drew Cox                         | Magma                | [ 55 ]        |
| „Another World”      | 2020 | Maxime Tiberghien, Sylvain Favre | Fortitude            | [ 56 ]        |
| „Born For One Thing” | 2021 | Charles De Meyer                 | Fortitude            | [ 57 ]        |
| „Amazonia”           | 2021 | Charles De Meyer                 | Fortitude            | [ 58 ]        |
| „The Chant”          | 2021 | Russell Brownley                 | Fortitude            | [ 59 ]        |
| „Sphinx”             | 2021 | Zev Deans                        | Fortitude            | [ 60 ]        |

## Nagrody i wyróżnienia
| Rok  | Kategoria              | Tytułem    | Nagroda                            | Nota      | Źródło |
| ---- | ---------------------- | ---------- | ---------------------------------- | --------- | ------ |
| 2007 | Best Underground Band  | Gojira     | Metal Hammer Golden Gods Awards    | Nominacja | [ 61 ] |
| 2009 | Breakthrough Artist    | Gojira     | Metal Hammer Golden Gods Awards    | Nominacja | [ 62 ] |
| 2013 | Best Live Band         | Gojira     | Metal Hammer Golden Gods Awards    | Laur      | [ 63 ] |
| 2016 | Best Film/Video        | „Silvera”  | The Epiphone Revolver Music Awards | Laur      | [ 64 ] |
| 2017 | Best Metal Performance | „Silvera”  | Grammy                             | Nominacja | [ 65 ] |
| 2017 | Best Rock Album        | Magma      | Grammy                             | Nominacja | [ 65 ] |
| 2022 | Best Metal Performance | „Amazonia” | Grammy                             | Nominacja | [ 66 ] |